# Владимир Набоков
 Тази статия е за руско-американския писател.  За политика вижте Владимир Набоков (политик).  
Владѝмир Владѝмирович Набо̀ков (10 април по стар стил, 22/23 април по нов стил, 1899 – 2 юли 1977) е (по гражданство) руски, американски, швейцарски писател, поет, колекционер на пеперуди и любител на шахмата. Роден е в Русия, но емигрира със семейството си през 1917 г. Получава образованието си във Великобритания, след това живее известно време в Берлин. С настъпването на нацизма бяга във Франция и в САЩ, където прекарва 20 години от живота си. Голяма част от произведенията си (включително най-известните) Набоков пише на английски език.

## Биография
Набоков е роден в Санкт Петербург в богато и влиятелно аристократично семейство. Дядо му Димитър Набоков е министър на правосъдието в Русия. Баща му, юристът Владимир Дмитриевич Набоков, е един от водачите на либералната Конституционно-демократическа партия преди установяването на тоталитарния комунистически режим в страната. Майка му е Елена Ивановна (по баща Рукавишникова). Набоков има двама братя и две сестри.
Детството и юношеските си години прекарва в Санкт Петербург, където през 1916 г. издава и първата си стихотворна сбирка. За да избегне Руската революция, през 1917 г. семейството му бяга в Ялта на Кримския полуостров. Оттам, както много други руски изселници, семейството му се отправя към Берлин. Набоков, заедно с брат си, се записва в Тринити Колидж в Кеймбриджкия университет, Англия. Там от 1919 до 1922 г. следва естествени науки, руска и френска литература. През последната година от неговото следване баща му загива при опит да попречи на политическото убийство на Павел Милюков.
През 1923 г. Набоков и семейството му се връщат в Берлин. Там работи като частен учител, преводач, актьор и издава поезия, както и първата си новела („Машенка“ (1926) под псевдонима В. Сирин). През 1925 г. се жени за Вера Слоним, която също е руски емигрант.
През 1937 г. бяга с жена си, която е еврейка, и сина си Дмитри (роден 1934 г.) във Франция. През 1940 г. семейството, бягайки от напредващите немски войски, се премества в САЩ, където Набоков първоначално е назначен като експерт по пеперуди в нюйоркския природо-исторически музей. През същата година той пише и първата си англоезична творба, „The Real Life of Sebastian Knight“ („Истинският живот на Себастиян Найт“). Скоро започва и академична кариера, която го довежда до Станфордския университет, Уелесли Колидж, Харвардския университет и накрая до Университета Корнел, където през 1948 г. му предлагат професура по европейска и руска литература. От 1945 г. е американски гражданин.
Средствата, които му донася романът „Лолита“ (1955), позволяват на Набоков да се оттегли от професурата си през 1959 г. и да се концентрира върху творческата си дейност. През 1961 г. се премества с жена си в Монтрьо, Швейцария. Почива от вирусна инфекция на 2 юли 1977 г. в Лозана и е погребан във Вьове.
Набоков е синестет и описва аспекти на синестезията в няколко от произведенията си.

## Литературни творби
Първите творби на Набоков са на руски език, но успехът му е най-голям с английския език. Той превежда много от ранните си творби на английски, понякога в сътрудничество със сина си Дмитри. Трилингвистичното му (руски, английски, френски) възпитание има дълбоко влияние върху творчеството му.
Набоков се отличава с комплексните си сюжети и изкусната игра на думи. Става известен с романа си „Lolita“ (1955 г.), който разказва за поглъщащата страст на възрастен мъж към дванадесетгодишно момиче. Книгата се прочува заради изключителния си оригинален стил и спорната тематика. Този и другите му романи, особено „Pale Fire“ („Блед огън“ 1962 г.), му спечелват място сред най-великите писатели на XX век. Може би неговата най-характерна творба, „Ada or Ardor: A Family Chronicle“ („Ада или страст: Семейна хроника“ 1969 г.), е посрещната от читателите със смесени чувства. Той посвещава най-много време на изграждането на този свой най-дълъг роман. Творчеството на Набоков се отличава с лингвистична игривост. Най-известният му разказ, „The Vane Sisters“, е известен отчасти заради акростишния си последен параграф, в който първите букви на всяка дума съставят призрачно послание отвъд гроба.
Статутът на Набоков като литературен критик се дължи най-вече на четиритомния му превод и коментар към „Евгений Онегин“. Коментарът завършва с приложението „Notes on Prosody“ („Бележки по прозодията“), което само по себе си придобива висока репутация.

## Пеперуди
Набоков е също така бележит лепидоптерист, открил няколко вида пеперуди. През 40-те е организатор на колекцията от пеперуди на музея за сравнителна зоология в Харвардския университет. Научните му трудове в тази област са технически на много високо ниво. Това, заедно със специализацията му в сравнително незабележителния родов вид Polyommatini (фамилия Lycaenidae), е причина този аспект от живота му да не е известен на голяма част от литературните му почитатели.

## Списък на литературните творби
(Част от творбите си Набоков превежда от/на руски на/от английски. Тук са посочени оригиналите.)

### Романи
- Машенька (1926)
Машенка. Превод от руски език Пенка Кънева. София: Колибри, 2018, 144 с. ISBN 978-619-02-0198-4
- Король, дама, валет (1928)
Поп, дама, вале. Превод от руски език Лиляна Минкова. София: Фама, 2008, 240 с.
- Защита Лужина (Защита Лужин, 1930)
Защитата Лужин. Превод от руски език Пенка Кънева. София: Народна култура, 1989[2]
- Подвиг (1932)
Подвиг. София: Фама, 2008, 208 с.
- Камера обскура (1932 Camera Obscura; 1938 Laughter in the dark[3])
 Смях в тъмното. Превод от английски език Гергана Георгиева, София: Колибри, 2013 ISBN 978-619-150-019-2
- Отчаяние (Отчаяние, 1936)
- Приглашение на казнь (1938)
Покана за екзекуция. Превод от руски език Пенка Кънева. София: Народна култура, 1989[2]
- Дар (1937/1938, завършена 1952)
Дар. Превод от руски език Пенка Кънева. София: Хемус, 1997, 448 с. ISBN 954-428-153-3
- The Real Life of Sebastian Knight (1941)
Истинският живот на Себастиян Найт. Превод от английски език Иглика Василева. София: Фама, 2006, 224 с.
- Bend Sinister (1947)
Знак за незаконороденост. Превод от английски език Красимир Желязков. София: Фама, 2009, 256 с.
- Lolita (1955)
Лолита. Превод от руски език Пенка Кънева. София: Народна култура, 1991, 358 с.[4]
- Pnin (1957)
Пнин. Превод от руски език Пенка Кънева. София: Хемус, 2000, 174 с.[5][6]
- Pale Fire (Блед огън, 1962)
- Ada or Ardor: A Family Chronicle (Ада или Страст: Семейна хроника, 1969)
- Transparent Things (1972)
Прозрачни неща. Превод от английски език Иглика Василева. София: Колибри, 2011, 126 с.
- Look at the Halequins! (1974)
Виж арлекините!. Превод от английски език Весела Прошкова. София: Фама, 2017, 256 с. ISBN 978-954-597-519-6
- The Original of Laura (1977, незавършена)
Оригиналът на Лаура. Превод от английски език Людмил Люцканов. София: Фама, 2010, 296 с. ISBN 978-954-597-383-3

### Разкази и повести
- Соглядатай (повест, 1938)
- Волшебник (Вълшебник, разказ, 1939); „Вълшебникът“, Владимир Набоков, изд. „Colibri“, 2015 г.
- The Stories of Vladimir Nabokov (Разказите на Владимир Набоков, 1995)

### Преводи
От руски на английски:
- Евгений Онегин (на Александър Пушкин, в проза)
- A Hero of our Time (Герой на нашето време на Михаил Лермонтов)

От английски на руски:
- Аня в стране чудес (Аня в страната на чудесата, на Луис Карол (Alice in Wonderland/Алиса в страната на чудесата)

### Лекции и литературоведски есета
- Николай Гогол
- Lectures on Literature (Лекции по литература)
- Lectures on Russian Literature (Лекции по руска литература)
- Lectures on Don Quixote (Лекции за Дон Кихот)

### Пеперуди
- Nabokov's Butterfiles (Пеперудите на Набоков, събрани творби)

### Други
- Poems and Problems (Стихотворения и проблеми, сбирка на поезия и шахматни проблеми)
- Conclusive Evidence (Убедителни доказателства, 1951, автобиография)
- Другие берега (1951, преработена версия на автобиографията)
Други брегове. Превод от руски език Пенка Кънева. София: Народна култура, 1989[2]
- Speak, Memory (Говори, памет, 1967, автобиография)
- Nabokov's Congeries (Колекция на Набоков, 1968)
- Selected Letters (Избрани писма, 1989)